# Al-Kiswa
Al-Kiswa (arab. الكسوة) – miasto w Syrii w muhafazie Damaszek. Według spisu ludności z 2004 roku miasto liczy 43 456 mieszkańców.
Miasto podczas syryjskiej wojny domowej dostało się pod kontrolę rebeliantów. Siły rządowe na powrót podporządkowały sobie miasto 8 stycznia 2017 roku.